# Wild Wild Country
Wild Wild Country est une série documentaire Netflix au sujet du controversé gourou indien Bhagwan Shree Rajneesh, dit Osho, et de la communauté Rajneeshpuram de ses disciples dans l'Oregon,,. 
Elle est sortie le 16 mars 2018,,.

## Épisodes
| No | Titre    | Date de sortie initiale |
| -- | -------- | ----------------------- |
| 1  | Partie 1 | 16 mars 2018            |
| 2  | Partie 2 | 16 mars 2018            |
| 3  | Partie 3 | 16 mars 2018            |
| 4  | Partie 4 | 16 mars 2018            |
| 5  | Partie 5 | 16 mars 2018            |
| 6  | Partie 6 | 16 mars 2018            |

## Réception
Rotten Tomatoes a examiné 25 critiques et a jugé que 100 % d'entre elles sont positives, avec une note moyenne de 8,25/10. La synthèse critique du site est : « Wild Wild Country réussit à être une analyse intrigante d'un pan oublié de l'histoire américaine qui doit être vu pour être cru. »
Pour L'Obs, « ce formidable documentaire en six épisodes raconte l’escalade de violence entre deux communautés que tout oppose ». Selon Télérama, l'histoire racontée par les tenants des deux communautés, est un « pari réussi sans jamais être moralisateur grâce à un travail de titan de quatre années qui s’est appuyé sur d’abondantes images d'archives », notamment celles des chaines de télévision américaines.

### Procès
La fondation Osho intente en février 2018 un procès envers Netflix, pour usage non autorisé de vidéos sous copyright.